# Sychesia terranea
Sychesia terranea là một loài bướm đêm thuộc phân họ Arctiinae, họ Erebidae.